# سنت-مارسلین-دو-کیلدار، کبک
سنت-مارسلین-دو-کیلدار (به فرانسوی: Sainte-Marcelline-de-Kildare) شهری در منطقه شهری ماتاوینی ناحیه لانودییر در استان کبک کانادا است. در سرشماری سال ۲۰۱۱ این شهر ۱٬۴۱۲ نفر جمعیت داشته‌است و مساحت آن ۳۳٫۶۶ کیلومتر مربع است.